# Пантеон Сабуртало
Пантеон Сабуртало (груз. საბურთალოს საზოგადო მოღვაწეთა პანთეონი) — некрополь в Тбілісі. Має статус пантеону державних і громадських діячів Грузії. Складається зі старого (закритого для нових поховань) і нового (відкритий у 2002 році) пантеонів. Старий розташований поблизу Цитрека, поруч з цвинтарем Сабуртало і новою магістраллю Ваке-Сабуртало, поруч з готелем «Амірані». У пантеоні поховано багато відомих діячів науки і культури.
Заснований в 1962 році, при початку забудови однойменного району.
20 травня 1999 патріархом Іллією II на території пантеону освячена церква Вознесіння.

## Відомі поховання
- Абашидзе Лейла Михайлівна (1929—2018) — грузинська кіноакторка і співачка. Народна артистка Грузинської РСР
- Асатіані Георгій Іраклійович — грузинський режисер
- Асатіані Кахі Шалвович — футболіст
- Гавашелі Георгій Григорійович (1947—1997) — футболіст
- Джанджгава Володимир Миколайович — Герой Радянського Союзу
- Інасаридзе Георгій Мойсейович — Герой Радянського Союзу
- Калоєв Заур Григорович (1931—1997) — футболіст
- Кикнадзе Григорій Семенович (1897—1978) — начальник Закавказької залізниці, Герой Соціалістичної праці
- Леселідзе Отар Костянтинович — військовий
- Лурсманашвілі Володимир Самсонович — Герой Радянського Союзу
- Мамардашвілі Мераб — грузинський філософ
- Мерквиладзе Гаррі Олександрович (1923—1971) — Герой Радянського Союзу
- Маруашвілі Леван Йосипович — грузинський географ, доктор географічних наук
- Мерквиладзе Гаррі Олександрович — Герой Радянського Союзу
- Месхі Михайло Шалвович — футболіст
- Метревелі Слава Калістратович — футболіст
- Нінуа Вахтанг Давидович — грузинський актор театру та кіно
- Пайчадзе Борис Соломонович — футболіст
- Соткілава Зураб Лаврентійович — оперний співак
- Сотников Олександр Тимофійович — Герой Радянського Союзу
- Такайшвілі Сесиль — Герой Радянського Союзу
- Тваурі Георгій Іванович (1920—1999) — Герой Радянського Союзу
- Хвічія Георгій (1970—2016) — грузинський і український військовик, полковник армії Грузії. Доброволець ДУК Правого сектору та батальйону «Карпатська Січ»
- Цуладзе Баадур Сократович (1935—2018) — грузинський актор та режисер
- Чубінідзе Михайло Дмитрович — грузинський театральний та кіноактор, режисер
- Жиулі Шартава — грузинський державний діяч
- Шенгелія Рамаз Олександрович — футболіст
- Шургая Шота Йосипович — Герой Радянського Союзу